# Невеста студента Певцова
«Невеста студента Певцова» (1916) — немой художественный фильм Евгения Бауэра. Премьера состоялась 26 января 1916 года. Фильм не сохранился.
Другие названия фильма — «Пробуждение», «Несчастная любовь студента», «Невеста с прошлым».

## Сюжет
По жанру фильм является «бытовой драмой из студенческой и помещичьей жизни». Фильм снят по пьесе А. Вознесенского с претензией на социальную проблематику, но, по мнению некоторых киноведов, представляющей собой банальную мелодраму о «несчастной любви бедного студента» к «невесте с прошлым». Сюжет описан в журнале Сине-фоно (1916, № 19–20).
К студенту Сельскохозяйственного института Василию Певцову неожиданно приехал из провинции его отец, небогатый овдовевший чиновник. В Москве он встретил приятеля помещика Дунаева, приехавшего забрать на праздники свою дочь-курсистку Катю. Дунаев приглашает Певцовых в гости. Студент Певцов влюбляется в Катю Дунаеву.
Катя получает телеграмму и уезжает в Москву на два дня к якобы заболевшей подруге. После её возвращения Василий просит девушку стать его женой. Катя признаётся, что ездила не к подруге. Около года она является содержанкой богатого студента Крындина, который знает её под вымышленным именем Мариэтт.
Певцов не отказывается от невесты, но и Крындин не хочет отпускать свою Мариэтт. Крындин едет к отцу Кати и рассказывает обо всём. Певцова он характеризует как авантюриста, которого даже позор невесты не останавливает от погони за её приданым. Потрясённый отец выгоняет Катю вместе с женихом из имения.
В ресторане Катю оскорбляет инженер, принимающий её за прежнюю Мариэтт, подругу Крындина. Отец Певцова, узнав из письма Дунаева, о происшедшем, памятью покойной матери заклинает Васю не жениться. Певцов не выдерживает и два дня бродит в сомнениях по городу, не встречаясь с невестой. Катя страдает и совершает самоубийство.

## В ролях
| Актёр               | Роль                                      |
| ------------------- | ----------------------------------------- |
| Григорий Хмара      | студент Василий Певцов                    |
| Александр Херувимов | его отец                                  |
| Вера Юренева        | Катя Дунаева, курсистка                   |
| Арсений Бибиков     | помещик Дунаев, отец Кати                 |
| Витольд Полонский   | Крындин, богатый однокурсник Певцова      |
| Н. Бронич           | Нина Вознесенская, товарка Кати по курсам |

## Критика
Известный критик В. Туркин в журнале «Пегас» назвал фильм в числе лент, которые «могут выдержать какое угодно сравнение, и даже научить кой-чему новому иностранных фабрикантов лент». Он относил эту бытовую драму к числу лучших фильмов режиссёра Бауэра.
Сценарист А. Вознесенский неодобрительно отзывался о работе режиссёра, по требованию которого несколько часов искали устраивающие его канделябры с эмалью, однако бедного по сценарию студента (это было важно по идее пьесы) начали снимать в дорогом сюртуке. «Моему авторскому вмешательству, — писал он, — понадобился максимум энергии, чтобы предотвратить художественную катастрофу и отложить съёмку».
Советский критик Е. С. Громов приводил достаточно пространную цитату описания одной из съёмок фильма «Невеста студента Певцова» склонного к теоретическим обобщениям А. Вознесенского:

«Первая сцена для съёмки назначена была в 10 часов утра. Промаялись до 2 часов дня — всё ещё не начинают. Спрашиваю, в чём дело? Бауэр не хочет ставить в зале помещичьего дома тех канделябров, которые ему привезли. Требуют каких-то других, с эмалью. Рыщут по городу в поисках таких именно канделябров… В половине четвертого приглашают в павильон… Вызывают из уборной Хмару, артиста, игравшего студента Певцова. Он выходит — и я чувствую себя близким к обмороку; бедный рубашечный студент (это было очень важно по идее пьесы) выходит в отлично скроенном сюртуке на белой подкладке. В чём дело? — Это ничего, отвечает Бауэр… Моему авторскому вмешательству понадобился максимум энергии, чтобы предотвратить художественную катастрофу и отложить съёмку… В то время как вся идеологическая структура пьесы строилась на противоположении двух образов — студента рубашечного (Хмара) и студента-белоподкладочника (Полонский), — режиссёр, задержавший исполнителей и рабочих на много часов, чтобы найти какие-то канделябры с эмалью, не мог разыскать простую тужурку… Таково было обычное невнимание режиссёра не только к изощренным деталям человеческой психики на экране, но даже к примитивным признакам образа…».

Эта цитата положила начало советской киноведческой традиции рассматривать Бауэра как декоративиста-формалиста. «Вознесенский начал, подхватили другие, — досадовала киновед И. Гращенкова, — и потянулись долгие десятилетия непонимания существа и значимости вклада Евгения Бауэра в русское и европейское киноискусство» . Тот же Громов почти полвека спустя отвечал Воскресенскому, что «он усматривал один лишь снобизм и эстетизм там, где рождалась новая эстетика».

Сегодня мы не в состоянии судить о мотивах, побуждавших режиссёра заботиться только о канделябрах, а не о тужурке. Но аффектированные возмущения Вознесенского нам не кажутся особенно серьёзными. Никакого глубокого «идеологического» содержания в его пьесе, по которой он написал сценарий, не было. Это банальнейшая, приправленная либеральной фразеологией мелодрама о «несчастной любви бедного студента» к «невесте с прошлым». Страсти и чувства героев вычурны и пусты. И, возможно, было гораздо честнее и логичнее превратить героя в небогатого белоподкладочника, чем оставлять его бедным демократом. А канделябры были действительно важны… Эстетика выразительно снятой вещи, которая на экране смеялась, говорила, страдала, то есть делала то же самое, что и актёр, иногда даже лучше.

Евгению Громову вторила киновед Нея Зоркая:

«Ходили рассказы о том, как в поисках каких-то необходимых ему канделябров с эмалью он мог на несколько часов задержать съёмку. Речь идет не об исторической и музейной точности, к которым Бауэр был равнодушен... Канделябры именно такой формы и орнаментики, по-видимому, входили в задуманную постановщиком изобразительную композицию. Бауэр был адептом экранной Красоты».

Вместе с тем игравшая в фильме актриса Вера Юренева в своих воспоминаниях высоко оценивала актёрскую и режиссёрскую работу.

Подкупающая внешность, тщательная разработка роли и глубина правдивых чувств в роли студента Певцова показали Хмару как тонкого актёра. Режиссёрскую манеру работать [над фильмом «Невеста студента Певцова»] можно определить более артистической, по сравнению с работой Чардынина. Бауэр, между прочим, ввёл музыку во время съёмок. Отличный специалист исполнял созвучные по настроению и ритму произведения лучших композиторов.